# Nature Reviews Cardiology
Nature Reviews Cardiology is een internationaal, aan collegiale toetsing onderworpen wetenschappelijk tijdschrift op het gebied van de cardiologie.
De naam wordt in literatuurverwijzingen meestal afgekort tot Nat. Rev. Cardiol.
Het wordt uitgegeven door Nature Publishing Group namens de World Heart Federation en verschijnt maandelijks.
Het eerste nummer verscheen in 2009, als voortzetting van het
tijdschrift Nature Clinical Practice Cardiovascular Medicine.